# Acotylea
Los acotílidos (Acotylea) son un suborden de platelmintos del orden de los políclados, que se caracterizan por carecer de órgano adhesivo glandular y musculoso ventral, presente en los otros políclados.

## Características
Se caracterizan principalmente por ser policládidos que carecen de órgano adhesivo glandular y musculoso en posición ventral. Otras características comunes de las especies en las distintas familias son: la ubicación en la nuca de los tentáculos, cuando están presentes; la conformación de una banda de ojos marginales, cuando están presentes, no limitándose a dos grupos de ojos en el borde anterior del cuerpo; faringe arrugada; tronco intestinal extendiéndose anteriormente, más allá de la cámara de la faringe; complejos copulatorios situados en la parte posterior del cuerpo; y canales uterinos que se extienden anteriormente desde la vagina.
Se han descrito unas 600 especies.

## Taxonomía
Lang (1884) divide el orden de los policládidos en dos subórdenes, basándose en la ausencia o presencia de una ventosa adhesiva. Faubel (1983) establece tres superfamilias, que incluyen a 28 familias en Acotylea. Actualmente aún quedan aspectos por concluir en la descripción y clasificación de los clados de este suborden, por ejemplo, la clase Turbellaria, en la que estaban enmarcados hasta hace no mucho, actualmente no es aceptada, siendo sustituida por Rhabditophora.

### Superfamilias
El Registro Mundial de Especies Marinas reconoce las siguientes superfamilias y familias en Acotylea:
- Anocellidae Quiroga, Bolanos & Litvaitis, 2006
- Apidioplanidae Bock, 1926
- Superfamilia Cryptoceloidea Bahia, Padula & Schrödl, 2017
  - Cryptocelidae Laidlaw, 1903
  - Discocelididae Laidlaw, 1903
  - Ilyplanidae Faubel, 1983
  - Plehniidae Bock, 1913
  - Polyposthiidae Bergendal, 1893
- Didangiidae Faubel, 1983
- Enantiidae Graff, 1889
- Euplanidae Marcus & Marcus, 1966
- Superfamilia Leptoplanoidea Faubel, 1984
  - Candimboididae Faubel, 1983
  - Faubelidae Özdikmen, 2010
  - Gnesiocerotidae Marcus & Marcus, 1966
  - Leptoplanidae Stimpson, 1857
  - Mucroplanidae Faubel, 1983
  - Notocomplanidae Litvaitis, Bolaños & Quiroga, 2019
  - Notoplanidae Marcus & Marcus, 1966
  - Palauidae Faubel, 1983
  - Pleioplanidae Faubel, 1983
  - Stylochoplanidae Faubel, 1983
- Limnostylochidae Faubel, 1983
- Stylochocestidae Bock, 1913
- Superfamilia Stylochoidea Poche, 1926
  - Callioplanidae Hyman, 1953
  - Discoprosthididae Faubel, 1983
  - Hoploplanidae Stummer-Traunfels, 1933
  - Latocestidae Laidlaw, 1903
  - Planoceridae Lang, 1884
  - Pseudostylochidae Faubel, 1983
  - Stylochidae Stimpson, 1857

Superfamilias consideradas como sinonimia:
- Cestoplanoidea Poche, 1925 aceptada como Cryptoceloidea Bahia, Padula & Schrödl, 2017
- Craspedommatidea Bock, 1913 aceptada como Stylochoidea Poche, 1926
- Emprosthommatidea Bock, 1913 aceptada como Cryptoceloidea Bahia, Padula & Schrödl, 2017
- Schematommatidea Bock, 1913 aceptada como Leptoplanoidea Faubel, 1984
- Ilyplanoidea Faubel, 1984 aceptada como Cryptoceloidea Bahia, Padula & Schrödl, 2017
- Planoceroidea Poche, 1925 aceptada como Stylochoidea Poche, 1926